# Episodi di Invisible Man (prima stagione)
Di seguito la lista degli episodi della prima stagione della serie televisiva Invisible Man.
| nº | Titolo originale          | Titolo italiano                  | Prima TV USA      | Prima TV Italia |
| -- | ------------------------- | -------------------------------- | ----------------- | --------------- |
| 1  | Pilot (1)                 | In nome della scienza            | 9 giugno 2000     | 13 luglio 2004  |
| 2  | Pilot (2)                 | Come diventare un agente segreto | 9 giugno 2000     | 13 luglio 2004  |
| 3  | The Catevari              | Prima missione                   | 16 giugno 2000    | 14 luglio 2004  |
| 4  | Ralph                     | L'amico invisibile               | 23 giugno 2000    | 15 luglio 2004  |
| 5  | Tiresias                  | Il veggente                      | 7 luglio 2000     | 16 luglio 2004  |
| 6  | Impetus                   | Una famiglia da salvare          | 14 luglio 2000    | 17 luglio 2004  |
| 7  | The Devil You Know        | Di male in peggio                | 21 luglio 2000    | 20 luglio 2004  |
| 8  | Liberty & Larceny         | La tentazione di Darien          | 28 luglio 2000    | 21 luglio 2004  |
| 9  | The Value of Secrets      | Una scienziata idealista         | 4 agosto 2000     | 22 luglio 2004  |
| 10 | Separation Anxiety        | Ansia da separazione             | 11 agosto 2000    | 23 luglio 2004  |
| 11 | It Hurts When You Do This | Memoria a breve termine          | 18 agosto 2000    | 24 luglio 2004  |
| 12 | The Other Invisible Man   | Strani ricordi                   | 25 agosto 2000    | 27 luglio 2004  |
| 13 | Reunion                   | Il fantasma di Kevin             | 8 settembre 2000  | 28 luglio 2004  |
| 14 | Cat & Mouse               | Minaccia asiatica                | 15 settembre 2000 | 29 luglio 2004  |
| 15 | Beholder                  | Il camaleonte                    | 22 settembre 2000 | 30 luglio 2004  |
| 16 | Ghost of a Chance         | Scontro tra fantasmi             | 8 gennaio 2001    | 31 luglio 2004  |
| 17 | Flowers for Hobbes        | Prova di amicizia                | 15 gennaio 2001   | 3 agosto 2004   |
| 18 | Perchance to Dream        | La clinica del sonno             | 22 gennaio 2001   | 4 agosto 2004   |
| 19 | Frozen in Time            | Il sapere congelato              | 29 gennaio 2001   | 5 agosto 2004   |
| 20 | Diseased                  | Un virus sconosciuto             | 5 febbraio 2001   | 6 agosto 2004   |
| 21 | The Lesser Evil           | Doppio gioco                     | 12 febbraio 2001  | 7 agosto 2004   |
| 22 | Money for Nothing (1)     | Sull'orlo della follia           | 23 marzo 2001     | 10 agosto 2004  |
| 23 | Money for Nothing (2)     | L'altra ghiandola                | 30 marzo 2001     | 11 agosto 2004  |
| 24 | It's a Small World        | Privacy violata                  | 6 aprile 2001     | 12 agosto 2004  |

## In nome della scienza// Come diventare un agente segreto
- Titolo originale: Pilot (1) // Pilot (2)
- Diretto da: Breck Eisner
- Scritto da: Matt Greenberg

### Trama
Il ladro Darien Fawkes, durante una rapina presso una casa di un vecchietto, si trova a soccorrere il proprietario della casa, colto da un attacco cardiaco. Durante questo nobile gesto scatta l'allarme e viene arrestato, ricevendo una condanna a vita. Per salvarsi da questa sentenza, il fratello di Darien, Kevin Fawkes, gli propone di fare da cavia per il suo progetto Quicksilver. Darien accetta questa proposta e viene trasportato in un edificio nel bel mezzo del deserto. Conosce il team di Kevin e inizia l'operazione. Grazie a quest'operazione Darien è in grado di diventare invisibile totalmente o parzialmente, raffreddare gli oggetti, rendere invisibile oggetti. Tutto questo grazie alla sostanza che secerne la ghiandola che viene chiamata Quicksilver. Dopo che il progetto è stato sabotato, Fawkes ha deciso di vendicare suo fratello, il quale si sacrifica per la vita di Darien, e liberarsi dalla ghiandola nel suo cervello. 

## Prima missione
- Titolo originale: The Catevari
- Diretto da: Paul Greenberg
- Scritto da: Ian Emes

### Trama
Fawkes viene inviato in un manicomio, dopo che un paziente mentale sfuggito. Si scopre che tale paziente non era altro che un vecchio esperimento dell'Agenzia. Tale paziente ha la capacità di uccidere le persone usando il tatto, le unghie etc.

## L'amico invisibile
- Titolo originale: Ralph
- Diretto da: Adam Nimoy
- Scritto da: Craig Silverstein

### Trama
Una bambina è testimone di un assassinio ma rifiuta di parlare con nessuno tranne "Ralph", il suo migliore amico invisibile. Fawkes, grazie alle sue capacità di uomo invisibile convince la bambina a parlare con lui che gli consiglia di parlare con la madre. Alla fine dell'episodio, Fawkes chiama la sua Custode Dr. Jekyll e lei lo chiama Mr. Hyde. 

## Il veggente
- Titolo originale: Tiresias
- Diretto da: Boris Damast
- Scritto da: Peter Hume e Josh Koch

### Trama
Fawkes e Hobbes indagano su un profeta cieco che avverte i suoi clienti di uccidersi prima che uccidano i loro cari. Tuttavia, quando l'uomo rivela di essere a conoscenza degli incubi di Darien e della pazzia del Quicksilver, Darien ha paura che la più recente profezia dell'uomo, dove lui che uccide Hobbes sotto la pazzia del Quicksilver, possa diventare realtà, cosa che non diventa vero, grazie all'arrivo della Custode che gli inietta l'antidoto. L'episodio si chiude con la Custode che impianta un tatuaggio a forma di serpente che si morde la coda con 10 livelli, in modo da evitare che Darien inizi a manifestare i sintomi di pazzia da Quicksilver. 

## Una famiglia da salvare
- Titolo originale: Impetus
- Diretto da:
- Scritto da:

### Trama
Durante l'iniezione dell'antidoto, Darien inizia a spiare la sua custode. Cercando tra le stanze dell'Agenzia, Fawkes trova un'anziana signora, di nome Gloria e la libera nella convinzione di essere stata usata per ricattare la Custode per lavorare con l'Agenzia, solo per sapere successivamente che Gloria è stata infettata da un virus geneticamente modificato dalla Custode stessa per errore, la quale sta studiando la cura e pare essere agli stadi finali per essere testato. Tale virus invecchia rapidamente il soggetto con cui si è stato in contatto. Darien e Hobbes iniziano le ricerche per recuperare Gloria ma nel catturarla, Darien viene morso da Gloria ed inizia a manifestare gli stessi sintomi di Gloria. Nel frattempo l'assistente di Claire, nome della Custode di Darien, si scopre essere un infiltrato per contro della Difesa dentro l'Agenzia, il quale scopo è di insabbiare il caso di Gloria, facendo in modo che gli si venga iniettato alla signora un antidoto placebo al posto di quello vero. Claire dà l'antidoto a Fawkes e tramite una crisi, riesce a tornare giovane, mentre Gloria no. L'episodio si conclude che Claire dà l'antidoto corretto a Gloria, l'assistente viene arrestato insieme al vero colpevole e Gloria torna dalla sua famiglia.

## Di male in peggio
- Titolo originale: The Devil You Know
- Diretto da:
- Scritto da:

### Trama
L'Ufficiale viene arrestato dopo un'operazione di sorveglianza è fallita. Il nuovo leader dell'Agenzia di nome Lawson si dimostra ancora più manipolativo del precedente, inizia a rendere Darien un cecchino con il compito di uccidere persone sfruttando l'estorsione delle dosi. Un morto= una dose di antidoto, se non lo fa subentra la Pazzia del Quicksilver, così Fawkes e Hobbes si assumono la responsabilità togliere Lawson dall'Agenzia, scoprendo che l'Ufficiale non è colpevole di un omicidio e scoprendo che colui che è morto non era tale ma aveva finto questa morte per far guadagnare Lawson e i suoi colleghi. Alla fine dell'episodio si scopre che il vero nome dell'Ufficiale è Charlie.

## La tentazione di Darien
- Titolo originale: Liberty and Larceny
- Diretto da:
- Scritto da:

### Trama
Il vecchio compagno di Fawkes nel crimine appare in città con un lavoro per entrambi.

## Una scienziata idealista
- Titolo originale: The Value of Secrets
- Diretto da:
- Scritto da:

### Trama
Fawkes e Hobbes vengono inviati per indagare sul furto di un computer quantistico. Durante le loro indagini, Fawkes scopre che questo computer potrebbe essere la chiave per far uscire la ghiandola dalla sua testa.

## Ansia da separazione
- Titolo originale: Separation Anxiety
- Diretto da:
- Scritto da:

### Trama
Hobbes inizia a perseguitare la sua ex moglie, la quale ha un nuovo fidanzato. Nell'indagare al riguardo del nuovo fidanzato dell'ex moglie, si scopre che quest'ultimo è un agente infiltrato nella Marina, il quale è incaricato di incastrare un certo Mr. White, contrabbandiere di armi sudamericano. 

## Memoria a breve termine
- Titolo originale: It Hurts When I Do This
- Diretto da:
- Scritto da:

### Trama
Durante un inseguimento a piedi Hobbes cade da un edificio e finisce in ospedale dove perde la memoria a breve termine. Mentre vagano per le sale, sia Fawkes che Hobbes assistono a strani interventi che lasciano dubbi sull'etica medica dei medici.

## Strani ricordi
- Titolo originale: The other invisible man
- Diretto da:
- Scritto da:

### Trama
Gli incubi affliggono Fawkes mentre inizia a vedere un'altra figura invisibile in giro per la città. Dopo che L'Ufficiale è stato aggredito, gli agenti iniziano a esaminare la storia del progetto Quicksilver e apprendono che Darien non era il primo soggetto di prova.

## Il fantasma di Kevin Fawkes
- Titolo originale: Reunion
- Diretto da:
- Scritto da:

### Trama
Kevin è davvero morto in laboratorio? Fawkes inizia a dubitarne, soprattutto dopo aver ricevuto una telefonata da parte dell'ospedale che gli dicono che Kevin era stato ricoverato in ospedale e successivamente è stranamente scomparso. Darien inizia ad indagare, andando da sua zia in una casa per anziani, dove dice che anche lei ha visto Kevin. La zia è ignara del fatto che Kevin è morto in un laboratorio. Mentre Darien parla con la zia, vede il presunto Kevin ma durante un inseguimento viene arrestato. In centrale rivede un suo vecchio amico che gli consiglia di telefonare nella vecchia casa dove lui e Kevin vivevano da piccoli, insieme agli zii. Darien, con l'aiuto di Hobbes vanno nella casa e scoprono che qualcuno "vive" nella casa. Si scopre che dentro la casa, qualcuno ha manomesso il seminterrato nella ricerca di qualche documento. Nel cercare Darien e Hobbes trovano una foto dello zio con L'ufficiale e il dottore che inizialmente l'ha chiamato dall'ospedale. I documenti dello zio di Darien non erano altro l'inizio del progetto Quicksilver per la creazione di una ghiandola artificiale. Darien torna nella casa della zia per capire al meglio se Kevin è veramente vivo o c'è qualcuno che sta prendendo il suo posto. Riceve una chiamata da parte del fratello dove gli dice di andare nella cascina nella foresta dove loro andavano da piccoli e si scopre che è una trappola di Arnauld, l'ex braccio destro di Kevin, il quale gli svela che aveva rubato il cadavere di Kevin per trovare i documenti dello zio per ricreare una ghiandola artificiale dell'invisibilità.

## Minaccia asiatica
- Titolo originale: Cat & Mouse
- Diretto da:
- Scritto da:

### Trama
Il governo cinese si propone di catturare l'uomo invisibile per i propri esperimenti. Sfortunatamente, per loro l'uomo invisibile è Hobbes.

## Il camaleonte
- Titolo originale: Beholder
- Diretto da:
- Scritto da:

### Trama
Fawkes si avvicina troppo ad un assassino soprannominato dall'Agenzia, il camaleonte. Tale assassino è in possesso di un'arma segreta che acceca per persone tramite laser e surriscalda i bulbi oculari fino a farli esplodere. Fawkes, grazie alla capacità del Quicksilver, si salva dalla cecità permanente, riesce a vedere solo quando è invisibile, mentre quando è visibile è totalmente cieco. Mentre una modella cieca mostra un nuovo modo di vivere il mondo, mentre i colleghi di Fawkes continuano a cercare l'assassino.

## Scontro tra fantasmi
- Titolo originale: Ghost of a Chance
- Diretto da:
- Scritto da:

### Trama
Fawkes viene inviato in Messico per imitare un fantasma di un soldato e convincere un primo ministro a votare a favore del proprio governo. Non sono l'unica agenzia interessata al voto, e l'altra parte ha anche un agente stranamente potente, di nome Allianora la quale lavora per Crisalide. 

## Prova di amicizia
- Titolo originale: Flowers for Hobbes
- Diretto da:
- Scritto da:

### Trama
Durante la cattura di un sospettato il quale è il creatore di un farmaco che conferisce alle persone la super intelligenza, per evitare che il sospettato si iniettasse il farmaco, accidentalmente Hobbes rompe la fiala contenente il farmaco. Si viene a scoprire che i soggetti esposti al farmaco si suicidano, Claire e Darien si mettono al lavoro per salvare Hobbes da se stesso. Per salvarlo, Darien si inietta il farmaco, poiché per lui che ha la ghiandola del Quicksilver è letale, Hobbes è costretto a dire la formula per bloccare il farmaco e si salvano entrambi.

## La clinica del sonno
- Titolo originale: Perchance to Dream
- Diretto da:
- Scritto da:

### Trama
Claire tenta di abbattere un jogger e, una volta fermata, insiste che l'uomo sta cercando di ucciderla. Allarmati, Fawkes e Hobbes indagano su una clinica del sonno in cui i pazienti vengono nutriti con sogni allusivi che li rendono dei assassini dormienti.

## Il sapere congelato
- Titolo originale: Frozen in Time
- Diretto da:
- Scritto da:

### Trama
Chrysalis sta catturando e congelando gli scienziati per conservarli per le generazioni future. Kate (dall'episodio 1.09) è una delle vittime previste e arruola l'aiuto di Fawkes per tenerla al sicuro.

## Un virus sconosciuto
- Titolo originale: Diseased
- Diretto da:
- Scritto da:

### Trama
Il raffreddore di Fawkes diventa una seria preoccupazione quando questi inizia a secernere una strana sostanza nera. Le cose iniziano a peggiorare dopo essere stato ricoverato in un ospedale governativo in cui il dottore, complice di Arnaud, sembra molto più interessato a raccogliere la ghiandola che a curare Darien.

## Doppio gioco
- Titolo originale: The Lesser Evil
- Diretto da:
- Scritto da:

### Trama
Dopo aver ricevuto una copia del suo file presso l'Agenzia da Allianora, Fawkes scopre che esiste un piano chiamato Soluzione Beta. Viene contattato da Chrysalis per unirsi alla loro organizzazione. Dopo aver scoperto la verità su Soluzione Beta, Fawkes diventa un doppiogiochista.

## Sull'orlo della follia
- Titolo originale: Money for Nothing (1)
- Diretto da:
- Scritto da:

### Trama
L'Ufficiale sfrutta l'invisibilità di Fawkes per "aumentare le probabilità" in un casinò. Fawkes in seguito decide di rubare i soldi dalla stanza sul retro. Quando Fawkes rifiuta di consegnare il denaro, l'Ufficiale interrompe la sua scorta di agente di controparte e Fawkes scopre la quinta fase della Pazzia del Quicksilver.

## L'altra ghiandola
- Titolo originale: Money for Nothing (2)
- Diretto da:
- Scritto da:

### Trama
La pazzia continua a condurlo su strani sentieri mentre dà la caccia a una dottoressa che ha una relazione con Arnaud. Hobbes si rivolge all'unico uomo che potrebbe essere in grado di curare Fawkes: Arnaud.

## Privacy violata
- Titolo originale: It's a Small World
- Diretto da:
- Scritto da:

### Trama
Allianora e Darien godono di una notte di amore che fa sì che una telecamera venga inserita in Darien. Con Chrysalis in grado di controllare ogni sua mossa, l'invisibilità non è un vantaggio, a meno che Darien non giochi esca per gli altri agenti.